# Metsaküla (Pihtla)
Metsaküla – wieś w Estonii, w prowincji Sarema, w gminie Pihtla.